# Sobre la siega del heno
Sobre la siega del heno (en ruso: На сенокосе, romanizado: Na senokóse) es una pintura del pintor ruso y ucraniano de origen polaco Kazimir Malévich y conservada en Galería Tretiakov en Moscú, Rusia. «Sobre la siega del heno» es una de las obras más importantes del llamado segundo ciclo campesino de Malévich. El cuadro fue creado por el autor en 1929. Para entonces ya había inventado una nueva dirección en las bellas artes: el suprematismo, en el que la forma y el color se consideraban lo principal.

## Historia
Habiendo estado en el extranjero en 1927, observando lo que ocurría en el arte europeo, Malevich pudo convencerse de la crisis de las vanguardias — Pablo Picasso desde finales de la década de 1910 «se volvió a Ingres», se estiró a la figuración de toda la escuela parisina. Esto empujó al cambio. En 1929 Malévich preparaba una exposición individual retrospectiva en la Galería Tretiakov. Pero la mayoría de los primeros cuadros permanecieron en Alemania, y en 1928–1929 Malevich creó una serie de obras imitando la pintura de 1900–1910, poniendo fechas falsas en los lienzos. Por ejemplo, el cuadro «Sobre la siega del heno» fue etiquetado como «motivo 1909» — esta fue la fecha con la que entró en la Galería Tretiakov, aunque los documentos del inventario muestran la fecha correctamente.

## Descripción
El prototipo fue el cuadro «El segador» (1912, Museo Estatal de Arte de Nizni Nóvgorod), que combinaba los rasgos estilísticos de la pintura ortodoxa de iconos y el cubismo. Estos ecos también se perciben en la obra «Sobre la siega del heno»: el agudo juego de sombreados de luz, la asimetría en el rostro y la figura recuerdan la herencia cubista. Pero en lugar de un fondo decorativo plano, un amplio espacio de paisaje. Significativa es la aparición del color verde «natural», que no estaba en el cubismo ni en el suprematismo, Malévich rechazaba el «mundo verde de carne y hueso».
A finales de los años veinte creó su «sociología del color»: el color sólo es plenamente inherente al campo; las ropas brillantes corresponden al entorno natural y a la cosmovisión de los campesinos. La ciudad gravita hacia el monocromo, de ahí la contención cromática del cubismo, el arte de la ciudad. La técnica formal pasa a primer plano. En el proceso de simplificación geométrica, las figuras de los campesinos se convierten en triángulos y trapecios suprematistas. Los contornos de las personas y las tierras cultivables se redujeron a las formas más simples. Las imágenes de personas adquirieron los rasgos característicos de un signo o emblema convencional. Curiosamente, Malévich rellenó estas figuras geométricas con degradados de colores simples: rojo, negro y blanco. De este modo, como diseñador crea un símbolo: una imagen convencional de un hombre con una guadaña, comprensible para millones de personas, y éste es su mérito.
Vuelve el «anillo del horizonte» rechazado anteriormente, se restablecen la parte superior y la inferior, el cielo corona la cabeza del hombre («<...> nuestra cabeza debe tocar las estrellas»). Esta cabeza de barba desaliñada se asemeja a una imagen icónica, y el eje vertical de la composición, que pasa por la figura del segador, junto con la línea del horizonte forma una cruz. «Cruz — campesinos» — ésta es, según Malévich, la etimología de la palabra; el mundo campesino es el mundo del cristianismo, de la naturaleza, de los valores eternos. Al final de su vida, el artista se desilusionó con la idea del progreso, el culto futurista a la tecnología. De ahí la nota nostálgica e ilustrada que suena en el cuadro. Hay algo diferente en el personaje con respecto a los campesinos anteriores de Malévich: la mirada mansa de este hombre torpe e inseguro, como resucitado del olvido suprematista, y el resplandor de colores sin nubes, el azul celeste.

## Análisis
El suprematista Malévich tenía una profunda percepción del significado de los acontecimientos históricos reales que no se reflejaban en el arte tradicional. No es casualidad que una obra así apareciera en vísperas de la gran tragedia del pueblos ruso, bielorruso y ucraniano en la época de la prodrazviorstka y el comunismo de guerra durante la guerra civil rusa, la colectivización en la Unión Soviética. Al autor no le conmueven la experiencia humana ni el contenido espiritual. En esto hay una referencia a los iconos rusos: también en ellos el volumen, los pliegues de la ropa, el paisaje y los elementos arquitectónicos se transmitían con la ayuda de un degradado de color. La artista estaba fascinado por la iconografía rusa de la década de 1900, y fue en gran parte gracias a sus experimentos con la iconografía que nació la idea de la reducción geométrica y cromática. Hay que decir que esta solución cromática no permitía asociaciones directas con el cubismo francés: los colores brillantes y los degradados de blanco no eran propios de las obras de Picasso o Braque.
Malévich es un gran innovador que hizo un descubrimiento sin duda importante para la civilización tecnológica del siglo XX. Dio un paso del arte al diseño. Encontró el lenguaje en el que hablaría la civilización tecnológica del siglo XX: brevedad, convencionalismo, riqueza informativa de las imágenes, conseguida gracias a la precisión de la forma y el color. Es decir, la imagen más simple posible, portadora de información importante, que se lee al instante. El mayor mérito de Malévich es haber aplicado una técnica tecnológica que permitió regular las relaciones humanas en las condiciones de los acelerados procesos de la civilización moderna tras el final de la Primera Guerra Mundial. El resultado de la obra de Malevich no tiene nada que ver con las bellas artes, que se dedican a la comprensión de la vida espiritual humana. La innovación y el genio de Malévich es la invención de una marca tecnológica o comercial. Los gráficos industriales, los carteles de producción, los emblemas son el legado del mundo de Malévich. Sus hallazgos creativos se disuelven en el diseño moderno. En los años veinte hizo descubrimientos artísticos que las empresas de publicidad siguen utilizando hoy en día, con su énfasis en el color puro y la forma simple.